# 左各庄镇
左各庄镇，是中华人民共和国河北省廊坊市文安县下辖的一个乡镇级行政单位。

## 行政区划
左各庄镇下辖以下地区：
左各庄村、姚淀庄村、黄淀庄村、王淀庄村、高淀庄村、吴淀庄村、苏淀庄村、南艾头村、中艾头村、北艾头村、南陶官营村、北陶官营村、张官营村、张管营堤村、十间房村、东新村、福新村、崇新村、中新村、河西村、西槽庄村和老席店村。